# Гайдамацьке болото
Гайдама́цьке боло́то — ландшафтний заказник місцевого значення на теренах Розважівської та Обуховецької сільських рад Іванківського району Київської області. Створений згідно рішення Київської обласної ради від 2 квітня 2009 за № 447-24-V. Ландшафтний заказник створено для збереження типово поліських екосистем у межиріччі Дніпра і Тетерева, захисту популяцій рідкісних видів болотяних рослин, хижих і ратичних видів тварин. Наукове обгрунутвання створення заказника підготовлено експертами Ukrainian Nature Conservation Group.

## Загальні відомості
Землекористувачем даної ділянки є Державне підприємство «Іванківське лісове господарство». На час створення найбільший заказник, що був створений на основі наукового обґрунтування НЕЦУ.
Площа заказника 751 га. Він займає усі виділи кварталів 20, 34, 35 у Жеревському лісництві та кварталів 44, 45, 46, 51, 52, 53, 54, 57, 58, 59, 60 в Обухівському лісництві, що дозволяє забезпечити умови збереження самопідтримування природного комплексу. Заказник знаходиться в екологічному коридорі регіонального значення, розташованому вздовж заплави і призаплавних лісів річки Тетерів. Коридор простягається від міста Житомир до місця впадіння ріки Тетерів до Київського водосховища. Однією з найважливіших частин коридору є лісовий масив між річкою Тетерів та її лівими притоками Жеревою, Болотною, до якого входить Гайдамацьке болото.

## Історія
Назва місцевості походить з XVIII ст., коли в часи Гайдамаччини загони гайдамак переховувались серед великих болотних масивів від переслідувачів. В час Другої світової війни (1941–1943 рр.) серед боліт переховувались партизанські загони.

## Опис
Ландшафтний заказник «Гайдамацьке болото» розташований на територіях віднесених згідно геоботанічного районування до Димерсько-Горностайпольського району Києво-Поліського округу Поліської підпровінції, Східноєвропейської провінції Європейської широколистянолісової області. Регіон відзначається значним розмаїттям видів вищих рослин, яких налічується близько 300. Тут поєднуються рослинні угрупування соснового, мішаного та листяного лісів.

### Флора
У заказнику рослинність зосереджена у двох біотопах — мішаних лісів та боліт. Серед лісів збереглись ділянки сосняків вересових (на сухих ґрунтах) (Pinetum caliunosum), кустричникових (Pinelum sphagnosum), бруснично-чорницевих (на вологих ґрунтах) (Pinetum tiliosum), орляково-конвалієвих (Pinetum pieridiosum), де зосереджена велика популяція конвалії травневої. У дев'яти виділах зосереджено старовікові дубові насадження.
У першому ярусі мішаного сосново-дубового лісу (Pineta silvestris quercetosa roburi) зростає сосна звичайна, дуб звичайний і у меншій мірі дуб північний з незначною домішкою грабу. У другому ярусі лісів зустрічається клен татарський, ясен, горобина звичайна, черешня, черемха звичайна, ірга. З чагарників найбільш поширеними є чорна і червона бузина, ліщина звичайна, свидина криваво-червона, крушина ламка та жостір проносний. У травостані лісів зустрічаються рідкісні види. Доволі поширений сон широколи́стий, що підлягає захисту згідно Додатку І до Бернської конвенції і запропонований до включення до Червоного списку Київської області, як і лікарські рослини перстач білий, плаун булавовидний, конвалія звичайна. Сон лучний, плаун колючий занесені до Червоної книги України.
На верхових болотах збереглась майже у первісному стані поліська болотяна флора, що в значній мірі втрачена через меліорацію земель. У сфагнових верхових болотах зустрічаються рідкісні для Київщини сфагнові мохи, росички, популяції бобівник трилистий, образки болотні, теліптеріс болотяний, рекомендовані для внесення до Червоного списку Київської області. Верба чорнична занесена до Червоної книги України. На плесах боліт можна віднайти популяції трьох видів комахоїдних рослин з родини пухирникових, рекомендованих для включення до Червоного списку Київської області. Ділянки чорної вільхи з трав'яним покривом з гравілату річкового, гадючника в'язолистого трапляються по периметру боліт. Поряд трапляються ділянки неморальної флори, надаючи особливої цінності зональній екосистемі. Серед грабових насаджень поширені неморальні види копитняка, переліска багаторічна, анемона дібровна, що рекомендована до включення в Червоний список Київської області, та інші. Єдину на Київщині популяцію з 20 генеративних особин рідкісної червонокнижної орхідеї — зозульок Фукса, виявлено на ділянці березово-грабового лісу.
Недостатньо вивчені різноманітні нижчі рослини заказника — водорості, гриби, лишайники та мохи.

### Фауна
Серед численних комах Гайдамацького болота до Червоної книги України занесені махаон, жук-олень, вусач дубовий великий західний, вусач пахучий мускусний, бражник дубовий, ведмедиця Гера, ведмедиця-господиня.
У заказнику можна віднайти 10 видів амфібій і 6 видів плазунів, що притаманні болотистим місцинам. Згідно Додатку ІІ до Бернської конвенції захисту підлягають прудка ящірка, болотна черепаха, веретільниця та жаба трав'яна, а змія мідянка звичайна занесена до Червоної книги України.
У заказнику присутнє типове для біотипів мішаних лісів різноманіття птахів з родини горобиних — низка видів дроздів, синиці велика, чубата, блакитна та довгохвоста, повзикові, вівчарики, крутиголовка, сойка. Зустрічається сім видів дятлів, зокрема чорний дятел. Згідно Бернської конвенції охороняються денні і нічні хижі птахи — сови сіра, вухата, болотяна, сич хатній, яструб великий, підсоколик великий. Періодично сюди залітають червонокнижні підорлик малий, змієїд, шуліка рудий. Найбільшу цінність становлять місця гніздування рідкісних чорного лелеки і орлана-білохвоста.
З ссавців тут зустрічаються шість видів рідких кажанів, з яких вечірниця мала і нічниця ставкова занесені до Червоної книги України. Поширені мишовидні гризуни, заєць сірий, бобер європейський, ласиця, вовчок сірий та соня лісова, бурозубка середня, вивірка звичайна, їжак білочеревий, червонокнижна норка європейська, борсук європейський, видра річкова. Присутня природна популяція вовка, інколи зустрічається червонокнижна рись звичайна. Найбільш поширеними є шляхетний олень, сарна європейська, свиня дика, лось звичайний, якого запропоновано внести до Червоної книги України.

## Галерея

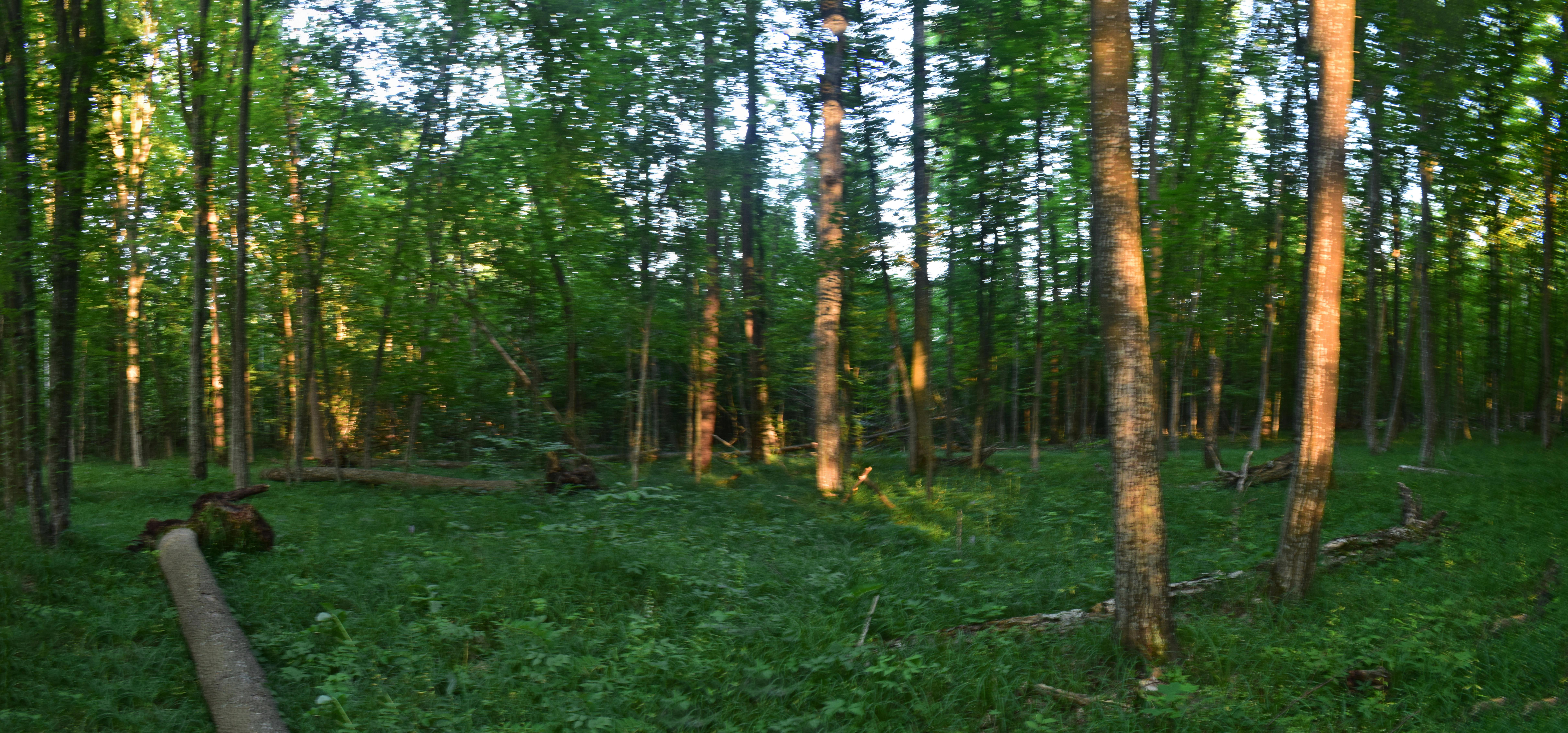
Сосновий ліс
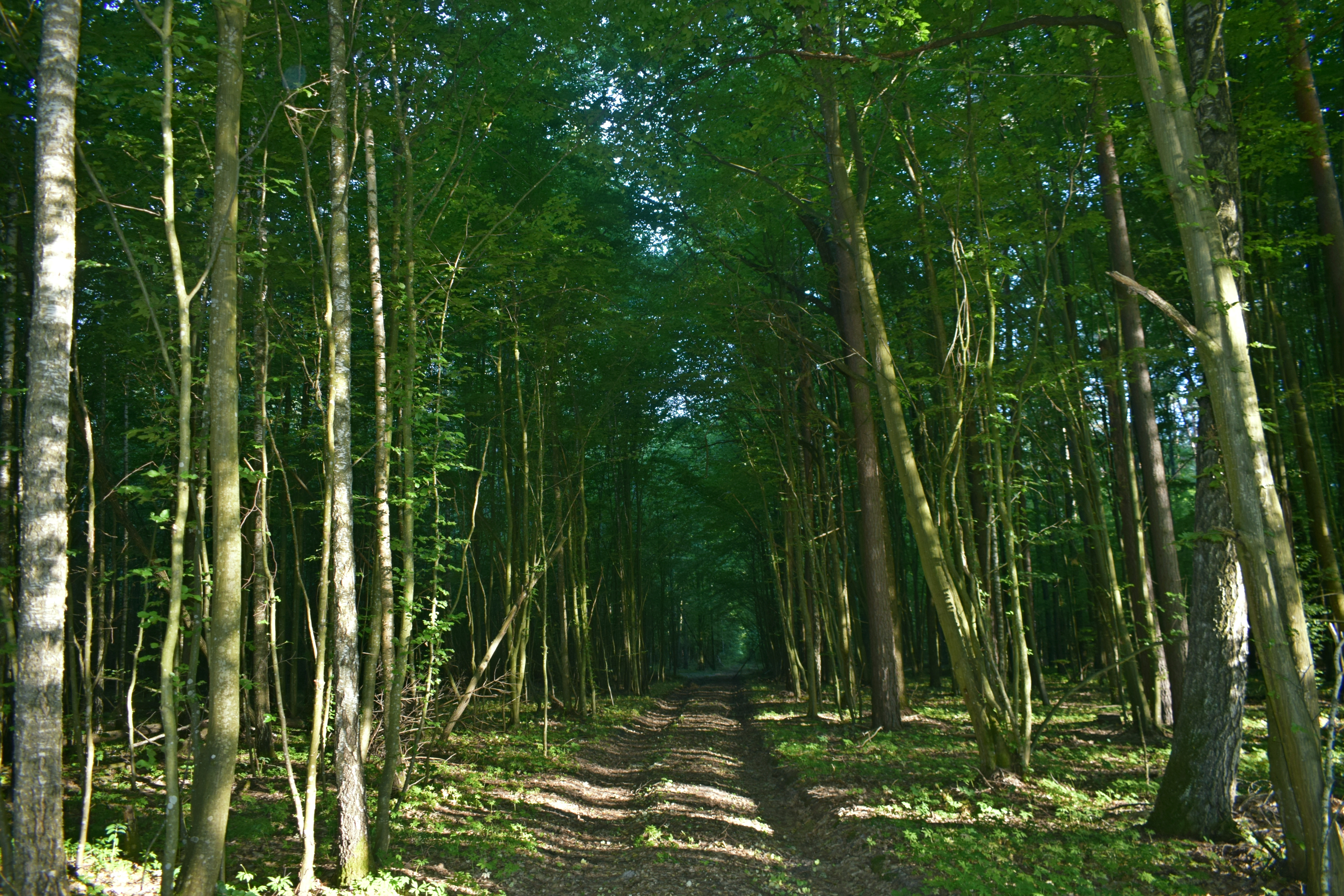
Буковий ліс
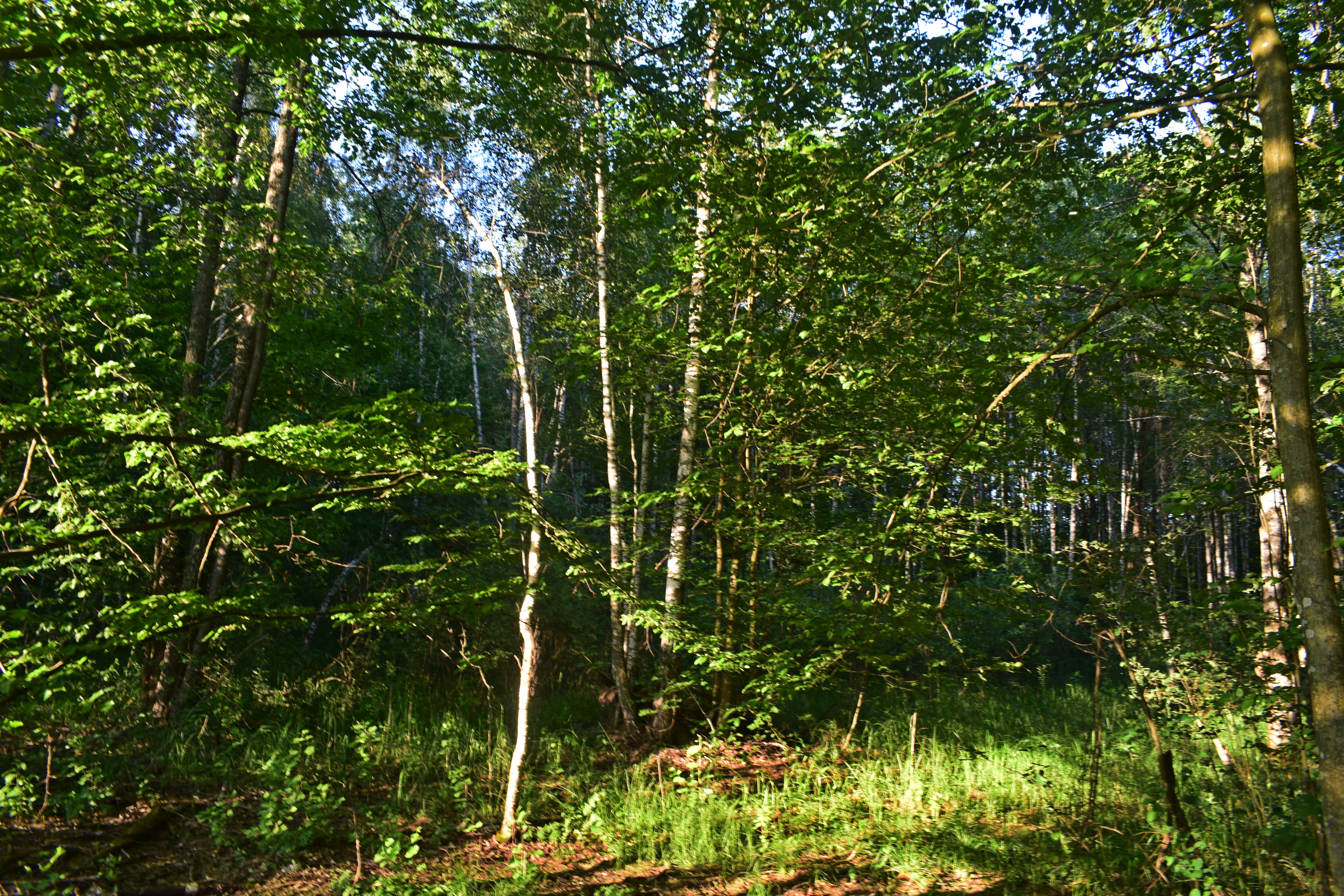
Березовий ліс
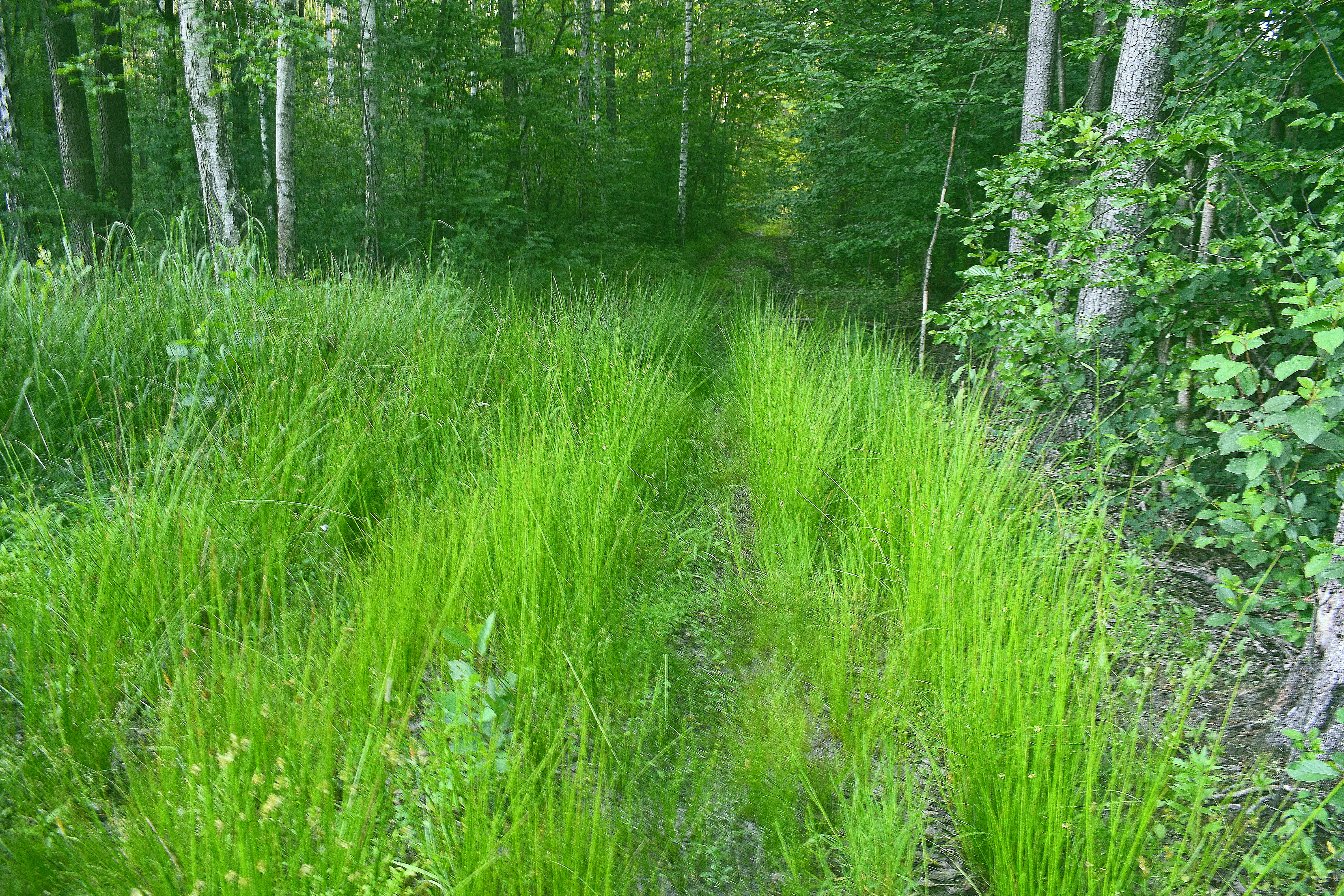
Заболочена місцина
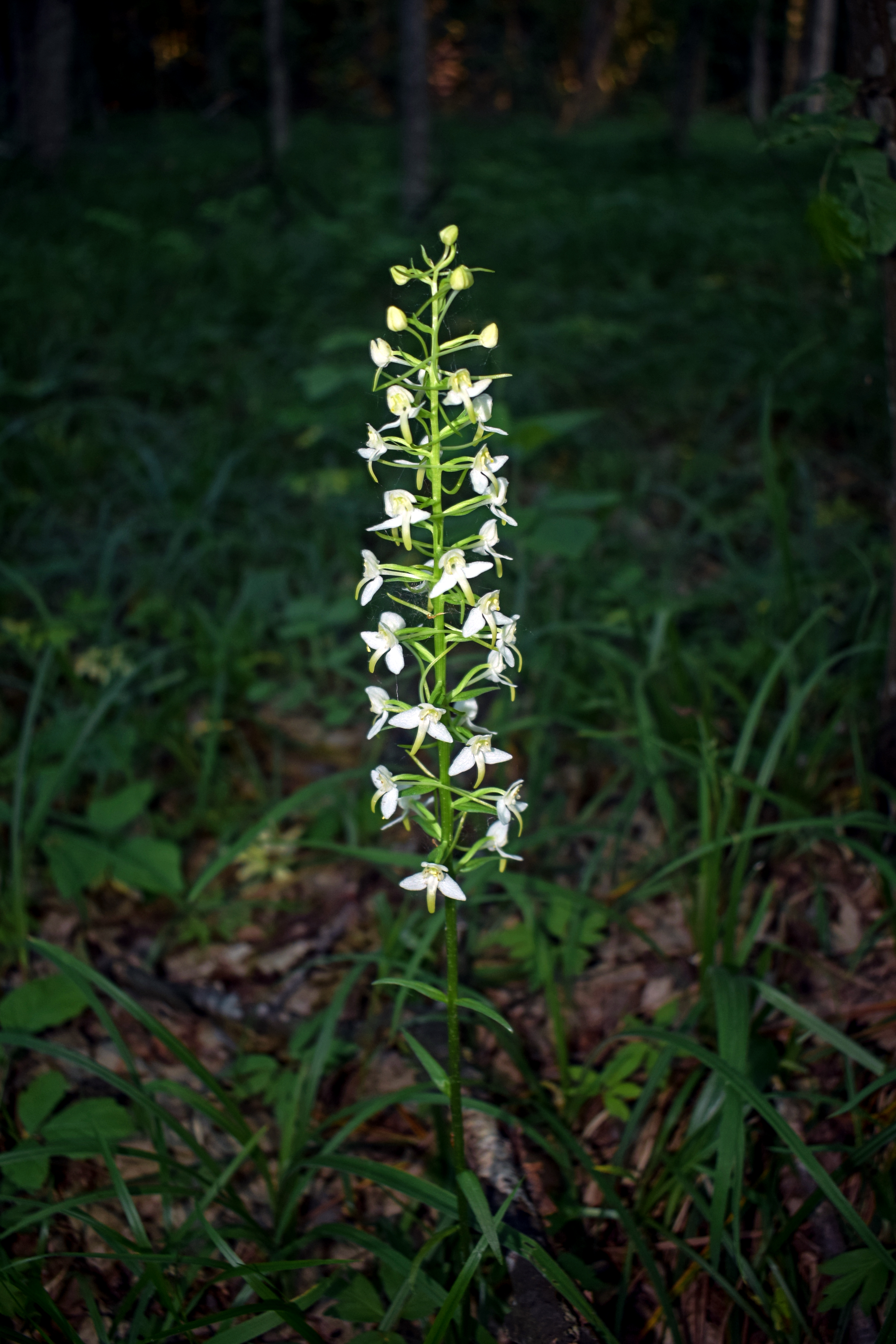
Любка дволиста. Рослину занесено до Червоної книги України
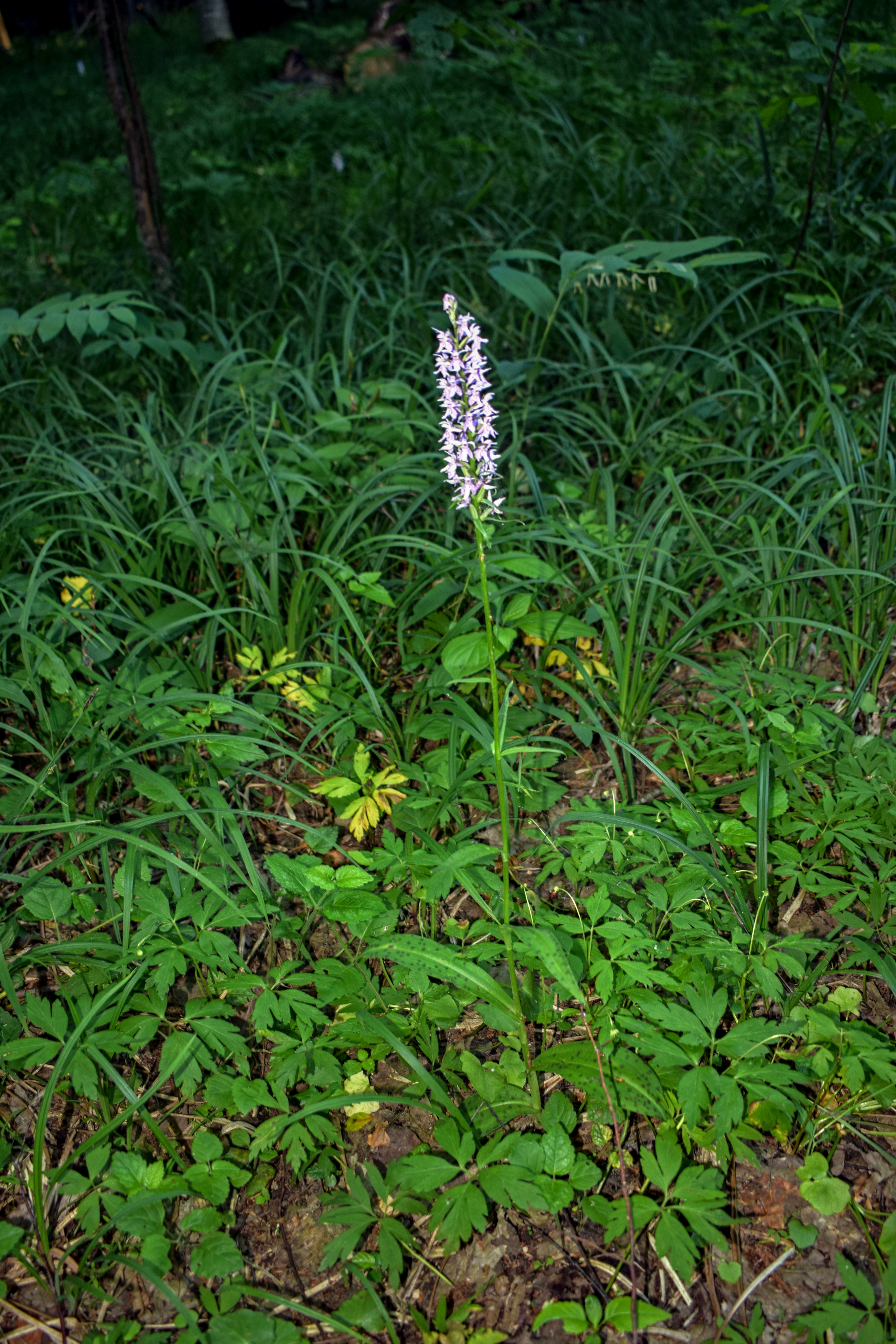
Зозульки Фукса. Рослину занесено до Червоної книги України